# چارلوس هایتس (مونتانا)
چارلوس هایتس (به انگلیسی: Charlos Heights) شهری در ایالت مونتانا کشور ایالات متحده آمریکا است که جمعیت آن در سرشماری سال ۲۰۱۰ میلادی، ۱۲۰ نفر بوده‌است.